# 心理治療
心理治療（英語：Psychotherapy）是由經過受過心理治療專業訓練並通過考核的人員，主要是心理師或接受心理治療訓練的精神科醫師以對話為主的治療模式。而在某些國家，受過相關培訓的精神科護士或臨床社會工作者亦可取得進行心理治療的相關資格。建立一種獨特的人際關係來協助當事人（或稱案主、個案）處理心理問題、減輕主觀痛苦經驗、醫治精神疾病及促進心理健康、個人成長。心理治療一般是基於心理治療理論及相關實證研究（主要是諮商心理學、臨床心理學和精神病學）而建立的治療系統，以建立關係、對話、溝通、深度自我探索、行為改變等的技巧來達到治療目標，例如改善受助者的心理健康或減輕精神疾病徵狀等。

## 主要派別
心理治療有多個不同學派，而且不斷發展中。不同學派之間對學派之劃分也有歧異，即使有經驗的治療師也無法熟稔所有學派的治療方式。美國著名的精神科經典教材Synopsis of Psychiatry和英國牛津出版的精神科教科書也沒有一致的分類法。在此引用英國系統的分類方式
- 精神分析：由弗洛依德創立，主要目標為揭示潛意識的焦慮，主要技巧包括自由聯想（free association）、移情和反移情（transference and counter-transference）、解夢（dream analysis）等。
- 荣格的分析心理學：由荣格創立，主要技巧如沙遊（sandplay），藝術治療大多以荣格的理論為基礎。
- 阿德勒精神分析學派：由阿德勒所創立，主要目標為減少自卑（inferiority） ，主要技巧包括：分析家庭系统排列（family constellation），生活風格等。
- 動力取向心理治療：儘管精神分析學者不認為精神分析是精神動力學派其中一支，但大多數治療師仍同意精神分析是動力取向的始祖。
- 認知行為治療，包括認知治療（CT）、理性情緒行為治療（REBT）及行為療法（Behavior modification），並於後續演伸出如辯證行為療法（DBT）及接納與承諾療法（ACT）。
- 案主中心治療，由羅杰斯從人本主義中發展出來的心理治療。
- 神經心理治療（英语：Neuropsychotherapy）：以神經心理學及認知科學為基礎之跨診斷的心理治療取向，主要透過提升個體大腦各神經心理功能部件(如選擇性注意力、記憶力、情緒調控等)，增進個案之適應能力
- 完形治療 （格式塔治療）
- 會心團體療法
- 心理劇
- 音樂治療
- 藝術治療
- 舞蹈治療
- 家庭治療
- 存在主義治療：存在主義治療從相關哲學發現而成，著重於協助人重新省思自身及尋找人生意義，以全人角度看待人和問題的關係，反對去人化（de-humanise)，且著重於人生意義的探索及認為對人生的焦慮是必然的存在。存在主義治療分有多個不同取向，如存在主義分析、人本-存在主義治療，意義治療（logotherapy）、存在主義團體治療、女性主義存在主義治療等。
- 敘事治療：後現代療法的主要理論之一，由Michael White及David Epston發展出的療法，強調去專家化診斷及從當事人角度了解問題的建構。
- 問題焦點解決治療
- 現實療法
- 合作取向療法
- 開放式對話
- 遊戲治療
- 催眠治療
- 森田療法
- 團體心理治療與性治療